# 火星观测历史

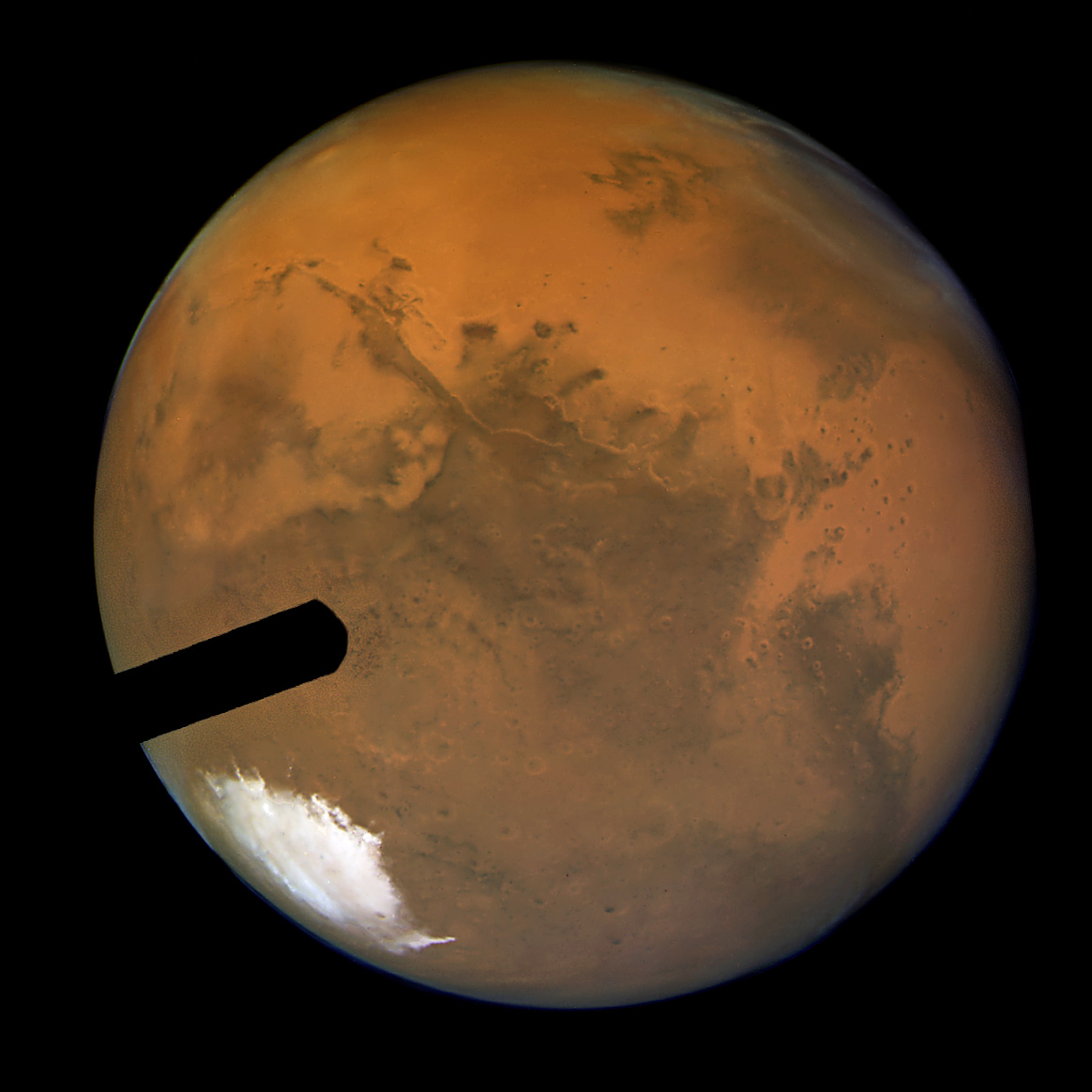
哈勃望远镜观测到的火星最清晰的图像: 尽管美国化学学会的筋膜指进入了火星，在全分辨率下，其空间规模达到了5英里（每像素8公里）。

火星观测历史是关于火星观测记录在册的历史。 早期的火星观测记录可以追溯到公元前两千年古埃及天文学家的时代。 中国关于火星运动的记录出现在周朝建立之前(公元前1045年)。 巴比伦天文学家对火星的位置进行了详细的观测，他们发明了算术技术来预测火星的未来位置。 古希腊哲学家和天文学家发明了地心说来解释行星的运动。 在古希腊和古印度文献中可以找到对火星角直径的测量相关记载。 16世纪，尼古拉·哥白尼提出了太阳系的日心说，这个模型提出行星沿着环绕太阳的圆形轨道运行。 约翰内斯 · 开普勒对此进行了修正，得出了一条更符合观测数据的火星椭圆轨道。
1610年伽利略第一次用望远镜观测火星。 在一个世纪内，天文学家发现了这颗行星上明显的反照率特征，包括黑色的大瑟提斯高原和极地冰盖。 他们能够确定行星的自转周期和轴向倾斜。 这些观测主要是在火星与太阳处于相对位置的时间间隔内进行的，在这个时间间隔内，地球离火星最近。19世纪早期发明的高级望远镜使得人们能够详细绘制火星永恒的反照率特征。1840年 第一张粗略的火星地图出版，1877年之后绘制出了更精确的地图。 当天文学家误以为他们已经探测到了火星大气层上水的光谱特征时，火星上存在生命的说法逐渐流行起来。 珀西瓦尔 · 洛厄尔相信他可以看到一个人造火星运河。 这些线性特征后来被证明是视错觉，大气层太薄，不具备类似地球的行星适居性。
自19世纪70年代以来，人们就观测到了火星上的黄色云层，欧仁·米歇尔·安东尼亚第认为这些云层是被风吹起的沙子或尘埃。 20世纪20年代，测量出了火星表面温度从 -85到7摄氏度(- 121到45华氏度)。 并且大气层是干旱的，只有微量的氧气和水。 1947年，杰拉德·柯伊伯发现薄薄的火星大气层星云中含有大量的二氧化碳，大约是地球大气中二氧化碳含量的两倍。 火星反照率特征是在1960年由国际天文联会第一次正式命名。 自20世纪60年代以来，已经发射了多枚机器人航天器从运行轨道和火星表面探测火星。 这颗行星一直在地面和太空仪器大范围的电磁波谱的监视之下。 通过在地球上发现的火星陨石，实验室能够对火星的化学条件进行研究。
1590年10月13日，德国天文学家梅斯特林观察到金星掩星火星。 他的一个学生，约翰内斯 · 开普勒，很快成为哥白尼体系的信徒。 完成学业后，开普勒成为丹麦贵族和天文学家第谷 · 布拉赫的助手。 随着获得第谷详细的火星观测资料的许可，开普勒开始着手用数学方法组装一个替代普尔滕尼克表。 在多次未能按照哥白尼学说的要求将火星的运动适应到一个圆形轨道之后，他成功地将第谷的观察结果进行了匹配，假设轨道是一个椭圆，而太阳位于其中一个焦点上。 他的模型成为开普勒行星运动定律的基础，这些定律在他的多卷本著作《天文学缩影》(Epitome Astronomiae Copernicanae)中发表于1615年至1621年间。

## 早期望远镜观测
在火星最接近地球的时候，它的角直径是25角秒(度的单位) ; 这对于肉眼来说太小了，无法分辨。 因此，在望远镜发明之前，除了行星在天空中的位置，我们对它一无所知。 意大利科学家伽利略·伽利莱是已知的第一个使用望远镜进行天文观测的人。记录显示，他从1610年9月开始用望远镜观察火星。 这台仪器太原始，无法显示行星表面的任何细节，因此他设定了目标，观测火星是否表现出与金星或月球相似的部分黑暗相位。虽然他不确定自己能否成功，但是到了12月份，他注意到火星角直径的确缩小了。 1645年，波兰天文学家约翰·赫维留成功地观测到火星的一个相位。

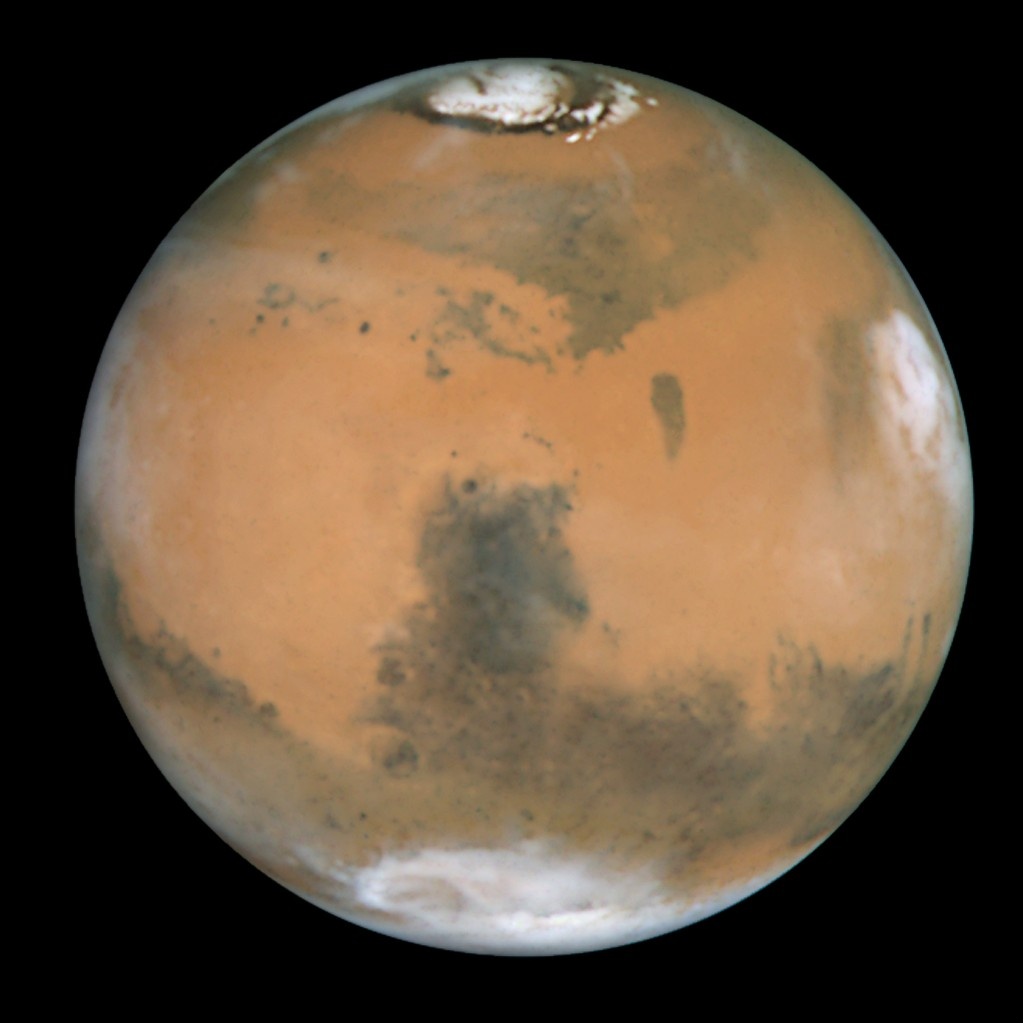
低反照率特性大瑟提斯高原在圆盘可见。 美国宇航局 / 哈勃空间望远镜拍摄。

1644年，意大利耶稣会士丹尼洛 · 巴托利称在火星上看到了两块较暗的地方。 在1651年、1653年和1655年的天体对立期间，火星最接近地球时，意大利天文学家乔瓦尼·巴蒂斯塔·里乔利和他的学生弗朗切斯科·马里亚·格里马尔迪注意到火星上有不同的反照率。 第一个绘制火星地形特征地图的人是荷兰天文学家克里斯蒂安·惠更斯。 1659年11月28日，他绘制了一幅火星图，上面显示了一个独特的黑暗区域，现在被称为大瑟提斯高原，可能是一个极地冰盖。 同年，他成功地测量了这颗行星的自转周期约为24小时。 他粗略估计了火星的直径，大约是地球直径的60% ，与现在测量的53% 较为符合。 也许第一次火星南极冰帽的概念是意大利天文学家乔瓦尼·多梅尼科·卡西尼于1666年提出的。 同年，他利用对火星表面标记的观测，确定了一个24小时40分钟的自转周期。 这与目前普遍接受值相差不到三分钟。 1672年，惠更斯观察到到北极有一顶毛茸茸的白帽子。
1671年，卡西尼成为巴黎天文台的第一任主任后，他解决了太阳系大小的问题。 根据开普勒第三定律确定了行星轨道的相对大小，所以需要确定行星轨道之一的实际大小。 为此，根据地球上不同点的背景恒星测量了火星的位置，从而测量了火星的日视差。 在这一年里，这颗行星正沿着它的轨道移动到离太阳最近的地方(近日点对日点) ，这使得它离地球特别近。 卡西尼和皮卡德在巴黎确定了火星的位置，而法国天文学家里希尔从南美洲的开云确定了火星的位置。 虽然这些观测结果受到仪器质量的影响，但卡西尼号计算出的视差与正确值相差不到10% 。 英国天文学家约翰 · 弗拉姆斯蒂德进行了对比测量，得到了类似的结果。
1704年，意大利天文学家雅克 · 菲利普 · 马拉尔迪“对南方冰帽的系统研究，并观察随着行星的旋转，它所经历的变化”。 这表明冰帽并不在极地的中心。 他观察到冰帽的大小随着时间而变化。 1777年，德国出生的英国天文学家威廉·赫歇尔开始对火星进行观测，特别针对火星的极冠进行观测。 1781年，他注意到南方冰帽看起来“非常大” ，他认为这是因为在过去的12个月里南极一直处于黑暗之中。 到了1784年，南极冰帽变小了很多，这表明冰帽随着地球季节变化而变化，因此它是由冰组成的。 1781年，他推测火星的自转周期为24小时39分21.67秒，并测量了火星两极对轨道平面的轴向倾斜为28.5秒。 他指出，火星有”相当大却温和的大气层，因此其居民可能在许多方面与我们类似”。 在1796年到1809年之间，法国天文学家奥诺雷弗劳格盖斯注意到火星上的模糊图象，认为“赭色的面纱”覆盖了火星表面。 这可能是最早关于火星上黄云或风暴的报道。

## 完善行星参数

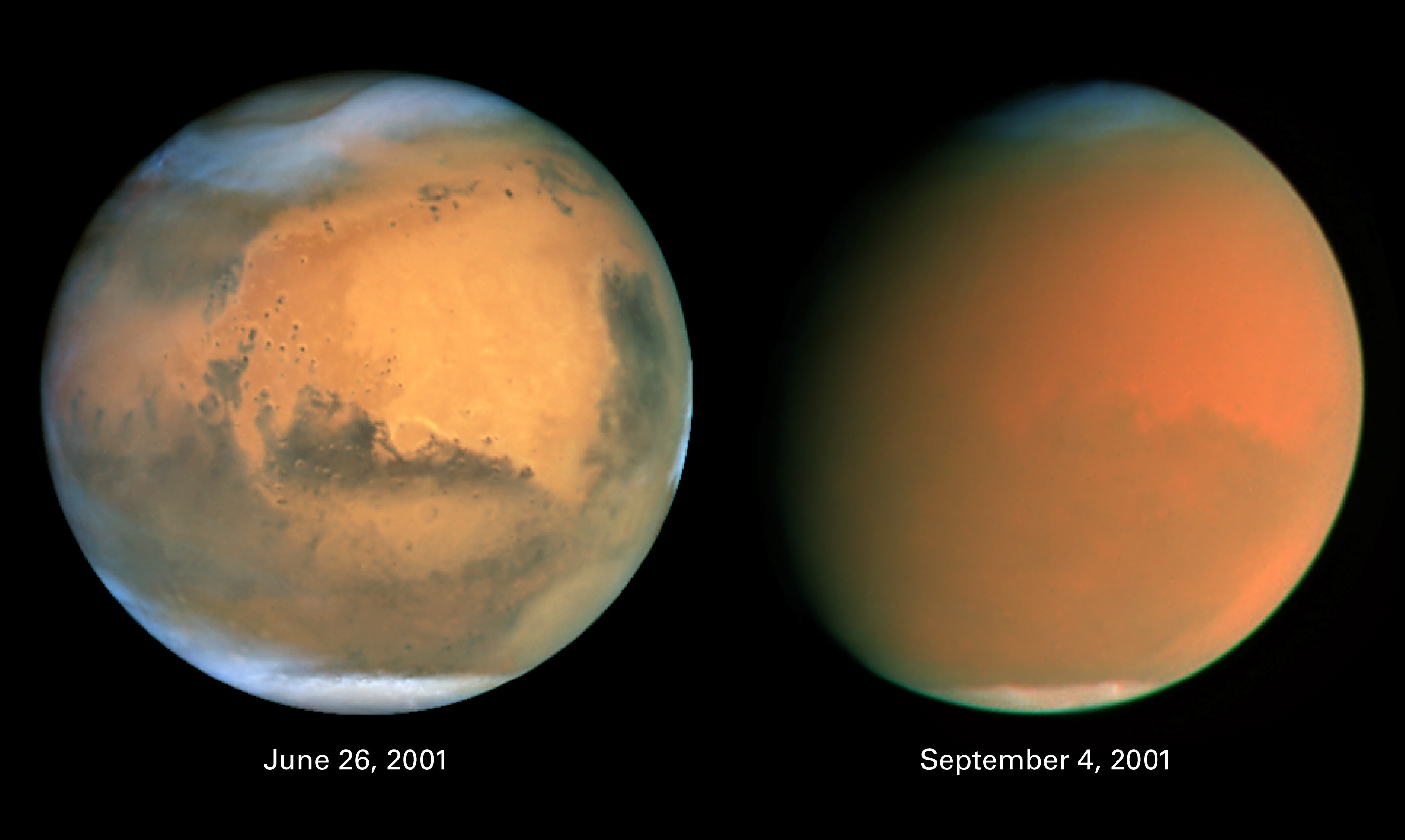
左图中，在极地附近可以看到薄薄的火星云。 右图中，火星表面被沙尘暴遮盖。 美国宇航局 / 哈勃空间望远镜拍摄的图片

19世纪70年代，夏帕瑞丽观测到黄云造成的地表模糊现象。 在1892年和1907年的对立期间观测到黄云的证据。 1909年，安东尼亚迪指出黄云的出现与反照率特征的模糊有关。 他发现当火星距离太阳最近时，在相反的位置上火星会显得更黄，而且会接收到更多的能量。 他认为风沙或灰尘是造成云层的原因。
1894年，美国天文学家威廉·华莱士·坎贝尔发现火星的光谱与月球的光谱完全相同，这使人们对新兴的火星大气层与地球大气层相似的理论产生了怀疑。 之前探测到的火星大气中的水被解释为不利条件，坎贝尔确定水完全来自地球的大气层。 尽管他同意冰帽确实表明大气中存在水，但他不认为冰帽足够大到可以探测到水蒸气。当时，坎贝尔的说法被认为是有争议的，并受到天文学界成员的批评，但在1925年得到了美国天文学家沃尔特·亚当斯的证实。

### 20世紀

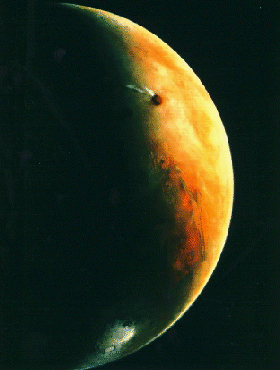
海盜2號接近火星時所照，可見艾斯克雷爾斯山、水手號峽谷和覆霜的阿爾及爾平原。

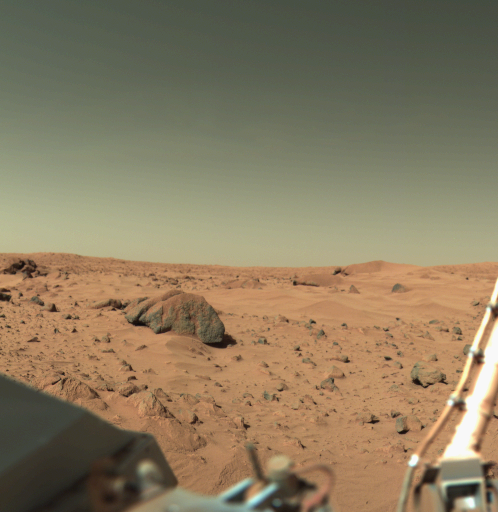
海盜1號登陸器所攝地景

蘇聯、美國、歐洲、日本、印度、中國 和阿拉伯聯合大公國共已發射數十艘太空船研究火星表面、地質和氣候。這些太空船包括軌道衛星、登陸器和漫遊車，但大約有三分之二的任務在完成前或剛要開始時就因種種原因而失敗。目前將一公斤物體由地球表面送往火星平均要花費约30,900美元。
1960年10月10日，蘇聯向火星發射了第一枚探測器火星1A號，但以失敗告終。此後蘇聯經過多次嘗試，終於在1962年11月1日，蘇聯向火星發射了火星1號，這枚探測器終於進入了前往火星的軌道，然而1963年3月21日它飛行到距離地球1.06億公里的距離時，與地面永遠失去了通信聯繫。1965年NASA的水手4號飛掠火星。1971年水手9號進入火星軌道，成為第一個環繞火星的探測船。
1971年蘇聯火星計畫火星2號的登陸器墜毀後數日，相同的火星3號的登陸器成功登陸火星，是第一個成功登陸火星的探測器，但登陸十幾秒後隨即失去聯繫，攜帶的火星車Prop-M也未能將訊息傳回地球。1975年NASA發射海盜號，包括兩組軌道衛星和登陸器。海盜1號和2號軌道衛星各運作了六年和三年。兩個登陸器皆於1976年成功登陸，並傳送了第一張火星地景的彩色照片，而軌道衛星也繪製了很好的火星地圖，甚至到今天都還在使用。
1988年蘇聯發射弗伯斯1號、2號以探測火星和兩個衛星。弗伯斯1號於抵達前失去聯繫，而弗伯斯2號雖然成功拍攝了火星和火衛一，但在放出兩艘登陸器到火衛一前也失去聯繫，所攜帶的著陸器也沒能在火星表面著陸。
在1992年火星觀察者失敗後，NASA於1996年11月發射了火星全球勘測者。火星全球勘測者於1997年進入火星環繞軌道，其出色地完成任務，它在2001年完成了地圖繪製的任務，並三次延長任務，直到2006年11月2日失去聯繫而結束，總計在太空中運作了10年。在火星全球勘測者發射一個月後，NASA發射了火星探路者，並攜帶一個登陸器和漫遊車——旅居者號（Sojourner），於1997年7月登陸在阿瑞斯峽谷。旅居者號成為第一個在火星上成功運作的火星車，並運作長達83個火星日傳回了大量照片。
NASA的火星勘測98計畫於1998、99年發射了火星氣候衛星與火星極地登陸者，前者預計研究氣候、水與二氧化碳等，後者則預計於南極登陸，探測器搭載的深空2號則計劃於火星極地登陸者進入大氣時與它分離，直接降落並穿入地表進行研究。但火星氣候探測者號在1999年9月23日在進入火星軌道的過程中失去聯絡，最終任務失敗，極地登陸者則在1999年12月3日探測器登陸火星時失去聯絡，兩者均以失敗告終。
另外，1996年12月16日，俄羅斯發射了火星96號探測器，探測器進入地球軌道後未能成功點火進入前往火星的軌道，而宣告失敗。1998年7月3日日本發射的希望號探測器，於2003年12月10日進行最後的遠程遙控修復作業仍告無效之後，日本放棄「希望號」進入火星軌道的嘗試，項目也以失敗告終。

### 21世紀
2001年NASA發射了2001火星奧德賽號，任務成功進行並延續到2010年9月。船上的伽瑪射線光譜儀於地表下一公尺內偵測到大量的氫，證明有大量的水分子存在火星近地表。2003年NASA發射了兩台相同的火星探測漫遊者——精神號（MER-A）和機會號（MER-B）。兩台皆於2004年1月成功登陸並工作超過預定時間。傳回的資料中最有價值的是兩地過去有水的確實證據。塵捲風和風暴偶爾清除了太陽能板上的沙塵，使它們能以超過預定任務時間繼續工作。
2003年歐洲太空總署發射了火星快車號，包括軌道衛星和登陸器——小獵犬2號，而小獵犬2號於2004年2月降落失敗。2004年船上的行星傅立葉光譜儀於大氣中偵測到甲烷。2006年6月ESA宣布火星快車號發現極光。
2005年8月NASA發射了火星勘察衛星，於2006年3月進入火星軌道展開為期2年的工作。它搭載更進步的通訊系統，頻寬比之前任務總和還寬，且傳回的資料遠多於過去任務的總和。擁有解析度高達0.3公尺的相機——HiRISE，拍攝地表和天氣以尋找未來任務的適合登陸地點。2008年2月19日拍攝到北極冠邊緣的一系列雪崩影像。
2007年2月25日，探測彗星的羅塞塔號近距離飛掠火星並拍照，拍到火星的高空雲系。
NASA於2007年8月發射鳳凰號，於2008年5月登陸在火星北緯68度的極區。鳳凰號登陸器有一支可伸及2.5公尺的機械手臂，並可挖掘土壤1公尺深。它還搭載一座顯微鏡，解析度達人類頭髮寬度的千分之一。2008年6月20日確認在2008年6月15日發現的地表白色物質為水冰。2008年11月10日進入冬季而無法繼續聯繫鳳凰號，任務結束。2009年2月17日，黎明號飛掠火星以重力助推前往目的地灶神星和穀神星，並在接近火星時拍了照。
2011年11月9日中俄合作的福布斯-土壤號于升空，預計送回火衛一土壤樣本。而该探测器还将搭载一颗重110公斤的火星探测器，也就中國第一艘火星軌道環繞器螢火一號（YH-1），預計乘坐俄羅斯的聯盟號運載火箭升空，航程大約10個月。螢火一號主要研究火星的電離層及周圍空間環境，火星磁場等。该探测器发射到近地轨道后，因为与地面失去联系变轨失败，探测器的碎片于莫斯科时间2012年1月15日坠落在太平洋海域。
繼鳳凰號之後，NASA於2011年的發射的火星科學實驗室（好奇号），在2012年8月6日05:31UTC成功登陆火星的盖尔撞击坑。它和火星探測漫遊者一樣是火星車，但比火星探測漫遊者更大、速度更快，而且設備更完善。它搭載雷射化學檢測儀，可在13公尺外分析岩石組成。比起之前其它火星任务，它携带了更多先进科学仪器。本次任务的总成本达到了25亿美元，是历来最贵的火星探测任务。2013年11月19日NASA發射MAVEN探測器，研究火星大氣。2014年9月進入環繞火星的軌道，MAVEN至今仍在運作。2014年9月24日，印度的火星軌道探測器也成功進入火星軌道。
2016年3月14日，ESA與俄羅斯聯邦航天局合作研發的火星微量氣體衛星成功發射，該衛星將分析火星大氣層，並將運載斯基亞帕雷利演示登陸器至火星進行登陸。可挖掘兩公尺深以尋找有機物甚至火星生命。登陸器於2016年10月19日登陸火星，但由於登陸器與火星高速碰撞，造成登陸計劃失敗。原定於2020年7月發射的羅莎琳·富蘭克林號，則被推遲到2022年。
2020年7月下旬，阿联酋希望号火星探测器、中国国家航天局的天问一号、與NASA的毅力号，先後發射升空。2021年2月9日希望號到達火星。2月18日毅力號成功登陸火星，毅力號還攜帶一台火星無人直升機机智号，機智號在2021年4月19日首次試飛獲得成功，這是人類首次實現飛行器在其他星球的受控飛行，4月20日，毅力號成功將火星大氣的二氧化碳轉化成氧，這是地球以外的首次成功造氧。5月15日，中国国家航天局的天问一号着陆器和祝融号火星车在火星烏托邦平原南部预选着陆区成功着陆，5月22日，祝融號被成功釋放到火星表面，中國成為了繼美國之後第二個在火星著陸並且成功部署火星車的國家，而且是第一個一次完成環繞、登陸、巡視的國家。

## 人類登陸
2004年美國總統布什宣布載人火星任務為太空探索展望中的長期目標。NASA和洛克希德·馬丁已開始研究獵戶座太空船，計劃於2020年以前送人類到月球，作為人類登陸火星的準備。2007年9月28日，NASA執行長麥可·D·格里芬聲明NASA預計於2037年以前送人類到火星。ESA也希望於2030至2035年間將人類送上火星。
直達火星是羅伯·祖賓——火星学会的創始人和主席——提出的極低成本載人火星任務，使用重載的農神五號級火箭，如戰神五號或太空探索技術公司（SpaceX）的獵鷹九號，省略軌道組裝、低地軌道會合和月球燃料補給站而直接用小的太空船前往火星。修改後的計劃，叫做Mars to Stay ，改成先不送回第一批登陸者，狄恩·尤尼克說明送回一開始的四到六人所花費用比送他們到火星還高，反而可再送二十人。